# Gesù Divin Lavoratore (titolo cardinalizio)
Gesù Divin Lavoratore (in latino: Titulus Iesu Divini Opificis) è un titolo cardinalizio istituito da papa Paolo VI il 22 aprile 1969. Il titolo insiste sulla chiesa di Gesù Divino Lavoratore; essa fu istituita il 1º ottobre 1954 come vicecura, dipendente dalla Sacra Famiglia al Portuense. Il 12 marzo 1955 il cardinale vicario Clemente Micara la eresse parrocchia con il decreto vicariale Paterna sollicitudine e l'affidò al clero diocesano
di Roma. La proprietà immobiliare è della Pontificia Opera per la Preservazione della Fede e la provvista di nuove Chiese in Roma.
Dal 21 febbraio 1998 il titolare è il cardinale Christoph Schönborn, arcivescovo emerito di Vienna.

## Titolari
- Paul Yü Pin (28 aprile 1969 - 16 agosto 1978 deceduto)
  - Titolo vacante (1978 - 1983)
- Joseph Louis Bernardin (2 febbraio 1983 - 14 novembre 1996 deceduto)
- Christoph Schönborn, O.P., dal 21 febbraio 1998